# Rennell i Bellona
Rennell i Bellona je provincija na Salomonskim Otocima, koja obuhvaća dva naseljena atola, Rennell i Bellonu.
Imena otoka na polinezijskom jeziku su: Mu Nggava i Mu Ngiki. Provincija obuhvaća i nenaseljene grebene Indispensable Reefs. Rennell i Bellonu naseljavaju govornici polinezijskih jezika, a prije su bili većinom melanezijski govornici. Pripada rubnom polinezijskom govornom području.
Prvi poznati Europljanin na ovom području bio je Englez Mathew Boyd of Camberwell, zapovjednik trgovačkog broda Bellona, 1793. godine. Pokrajina ima populaciju od 2377 stanovnika (1999.). Glavni grad je Tigoa na otoku Rennell.
Područje poznato kao Istočni Rennell i veličine od 370 km², upisano je na UNESCO-ov popis mjesta svjetske baštine u Australiji i Oceaniji 1998. god. kao „jedinstven otočni okoliš velike razine endemičnosti živih vrsta”.